# Cisco Kid (personaggio)

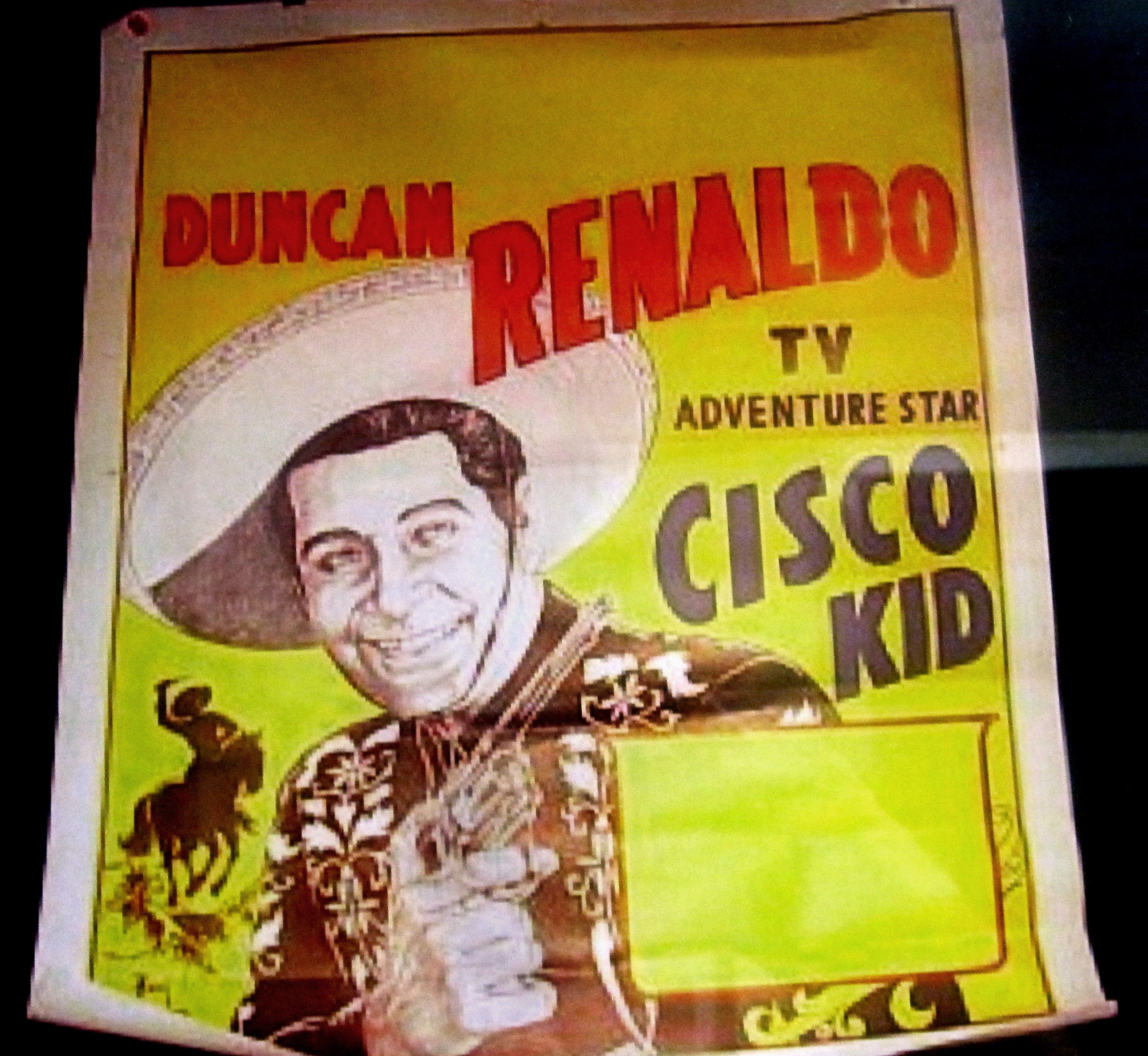
Locandina per l'esposizione The Cisco Kid nel primo hotel di Conrad Hilton, the Mobley, a Cisco (Texas).

Cisco Kid (The Cisco Kid, letteralmente "il ragazzo di Cisco") è un personaggio protagonista di numerosi film, trasmissioni radio e tv, libri e albi a fumetti. Il nome del personaggio deriva da quello creato dallo scrittore O. Henry nel racconto The Caballero's Way, pubblicato in Heart of the West nel 1907.
Nelle trasposizioni cinematografiche e televisive, Cisco Kid diventa un eroico caballero messicano, mentre in origine era un crudele fuorilegge. Il personaggio appare per la prima volta sullo schermo nel film The Caballero's Way del 1914, dove è interpretato dall'attore William R. Dunn.

## Filmografia
- The Caballero's Way, regia di Webster Cullison  (1914)
- Notte di tradimento (In Old Arizona), regia di Irving Cummings   (1928)
- Carmencita (The Cisco Kid), regia di Irving Cummings  (1931)
- Le avventure di Cisco Kid (The Cisco Kid), regia di Herbert I. Leeds  (1939)
- The Cisco Kid and the Lady, regia di Herbert I. Leeds (1939)
- Lucky Cisco Kid, regia di Irving Cummings e Raoul Walsh (1940)
- Satan's Cradle, regia di Ford Beebe (1949)
- The Daring Caballero, regia di Wallace Fox (1949)
- The Girl from San Lorenzo, regia di Derwin Abrahams (1950)
- Cisco Kid (The Cisco Kid), serie tv,  (1950-1956)

## Citazioni
- Cisco Kid è citato nel film "Wild at Fire" di David Lynch dal protagonista Sailor (interpretato da Nicolas Cage) in una delle scene conclusive.

## Fumetti
Cisco Kid è stato protagonista di diverse trasposizioni fumettistiche.
Tra le versioni più famose vi sono quella di Jose Luis Salinas dalla striscia a fumetti negli anni cinquanta.
- Cisco Kid Comics, un fumetto one-shot da Baily Publishing, apparso nel 1944.
- Dell Comics ha pubblicato 41 numeri di The Cisco Kid 1950-1958.
- Moonstone Books, a partire dal 2009, ha pubblicato sei graphic novel circa the Kid